# Міжнародне визнання Республіки Косово

Мапа міжнародної реакції
Косово
Країни, що визнають державу Косово
Країни, що не визнають державу Косово
Країни, що визнали Косово, потім відкликали визнання

У 2008 році Косово — на той час автономія у Сербії під протекторатом ООН — проголосило незалежність. Це викликало неоднозначну реакцію міжнародного співтовариства — не всі держави визнають Косово незалежним.
Проголошення незалежності Косова відбулося в неділю 17 лютого 2008 року, шляхом одностайного кворуму Асамблеї Косова, при 109 голосах «за» та жодного «проти», за винятком 11 представників сербської меншини, які бойкотували процедуру голосування. Проголошення відбулося через 8 років після Косовської війни, коли режим Мілошевича відкинув мирний план, і НАТО застосувало силу. Косово стало протекторатом ООН, і з того часу у провінції працювала місія ООН, яка розбудовувала інституції.
У цьому списку перераховані суверенні держави, що офіційно проголосили про своє ставлення до цієї події. З моменту проголошення незалежності Косова 116 держав визнали її як країну, втім 14 згодом відкликали своє офіційне дипломатичне визнання. Отже за станом на 12 лютого 2024 року 99 країн-членів ООН з 193 (51,3 %), також 22 з 27 (81,5 %) країн-членів Європейського Союзу та 28 з 32 (87,1 %) країн-членів НАТО, 32 з 57 (56,2 %) країн-членів ОІС визнають державу Косово.
Україна не визнає державу Косово.
Сербія категорично не визнає незалежність Косова. У вересні 2020 року згідно з угодою, за сприянням США, Сербія та Косово домовились про нормалізацію економічних відносин. Сербія погодилася припинити свої зусилля, спрямовані на заохочення інших держав або не визнавати Косово, або відкликати визнання на один рік, а натомість Косово погодилося не подавати заявку на членство в міжнародних організаціях на той самий період.

## Держави, що визнають незалежність Косова

### Країни-члени ООН
|    | Країна                       | Дата офіційного визнання | Дипломатичні взаємини | Членство в міжнародних організаціях |
| -- | ---------------------------- | ------------------------ | --- | --- |
| 1  | Афганістан                   | 18 лютого 2008           | | Країна-член ОІС |
| 2  | Коста-Рика                   | 18 лютого 2008           | | Країна, непостійний член Ради Безпеки ООН на час проголошення незалежності                                                                           |
| 3  | Албанія                      | 18 лютого 2008           | Посольство Албанії в Приштині Посольство Косова в Тирані                                                                    | Країна-член НАТО Країна-член ОІС |
| 4  | Франція                      | 18 лютого 2008           | Посольство Франції в Приштині Посольство Косова в Парижі                                                                    | Країна, постійний член Ради Безпеки ООН Країна-член ЄС Країна-член НАТО                                                                              |
| 5  | Сенегал                      | 18 лютого 2008           | | Країна-член ОІС |
| 6  | Туреччина                    | 18 лютого 2008           | Посольство Туреччини в Приштині Посольство Косова в Анкарі                                                                  | Країна, непостійний член Ради Безпеки ООН (на час проголошення незалежності не член РБ) Країна-член НАТО Країна, кандидат в члени ЄС Країна-член ОІС |
| 7  | США                          | 18 лютого 2008           | Посольство США в Приштині Посольство Косова в Вашингтоні                                                                    | Країна, постійний член Ради Безпеки ООН Країна-член НАТО                                                                                             |
| 8  | Велика Британія              | 18 лютого 2008           | Посольство Великої Британії в Приштині Посольство Косова в Лондоні                                                          | Країна, постійний член Ради Безпеки ООН Країна-член НАТО Країна-член ЄС                                                                              |
| 9  | Австралія                    | 19 лютого 2008           | Дипломатичні відносини встановлені з 21 травня 2008 Посол Австралії в Косові знаходиться у Відні                            | |
| 10 | Латвія                       | 20 лютого 2008           | Дипломатичні відносини встановлені з 10 червня 2008 Посол Латвії в Косові знаходиться в Любляні                             | Країна-член ЄС Країна-член НАТО |
| 11 | Німеччина                    | 20 лютого 2008           | Посольство Німеччини в Приштині Посольство Косова в Берліні                                                                 | Країна-член ЄС Країна-член НАТО |
| 12 | Естонія                      | 21 лютого 2008           | Дипломатичні відносини встановлені з 24 квітня 2008 Посол Естонії в Косові знаходиться в Брюсселі                           | Країна-член ЄС Країна-член НАТО |
| 13 | Італія                       | 21 лютого 2008           | Посольство Італії в Приштині Посольство Косова в Римі                                                                       | Країна-член ЄС Країна, непостійний член Ради Безпеки ООН на час проголошення незалежності Країна-член НАТО                                           |
| 14 | Данія                        | 21 лютого 2008           | Посол Данії в Косові знаходиться у Відні                                                                                    | Країна-член ЄС Країна-член НАТО |
| 15 | Люксембург                   | 21 лютого 2008           | Представництво Люксембургу в Приштині                                                                                       | Країна-член ЄС Країна-член НАТО |
| 16 | Перу                         | 22 лютого 2008           | | |
| 17 | Бельгія                      | 24 лютого 2008           | Представництво Бельгії в Приштині Посольство Косова в Брюсселі                                                              | Країна-член ЄС Країна, непостійний член Ради Безпеки ООН на час проголошення незалежності Країна-члени НАТО                                          |
| 18 | Польща                       | 26 лютого 2008           | | Країна-член ЄС Країна-члени НАТО |
| 19 | Швейцарія                    | 27 лютого 2008           | Посольство Швейцарії в Приштині з 28 березня 2008 Посольство Косова в Берні                                                 | |
| 20 | Австрія                      | 28 лютого 2008           | Посольство Австрії в Приштині Посольство Косова у Відні                                                                     | Країна, непостійний член Ради Безпеки ООН (на час проголошення незалежності не член РБ) Країна-член ЄС                                               |
| 21 | Ірландія                     | 29 лютого 2008           | Посол Ірландії в Косові знаходиться в Будапешті, вручив Вірчі Грамоти 11 листопада 2008                                     | Країна-член ЄС |
| 22 | Швеція                       | 4 березня 2008           | Представництво Швеції в Приштині, супутниковий офіс посольства у Скоп'є Посольство Косова в Стокгольмі                      | Країна-член ЄС |
| 23 | Нідерланди                   | 4 березня 2008           | Посольство Нідерландів в Приштині Посольство Косова в Гаазі                                                                 | Країна-член ЄС Країна-член НАТО |
| 24 | Ісландія                     | 5 березня 2008           | | Країна-члени НАТО Країна, кандидат в члени ЄС |
| 25 | Словенія                     | 5 березня 2008           | Посольство Словенії в Приштині Посольство Косова в Любляні                                                                  | Країна-член ЄС Країна-президент Ради Європи на час проголошення незалежності Країна-член НАТО                                                        |
| 26 | Фінляндія                    | 7 березня 2008           | Посольство Фінляндії в Приштині                                                                                             | Країна-член ЄС |
| 27 | Японія                       | 18 березня 2008          | Представництво Японії в Приштині, супутниковий офіс посольства у Відні                                                      | Країна, непостійний член Ради Безпеки ООН (на час проголошення незалежності не член РБ)                                                              |
| 28 | Канада                       | 18 березня 2008          | Посол Канади в Косові знаходиться в Загребі                                                                                 | Країна-член НАТО |
| 29 | Монако                       | 19 березня 2008          | | |
| 30 | Угорщина                     | 19 березня 2008          | Посольство Угорщини в Приштині                                                                                              | Країна-член ЄС Країна-член НАТО |
| 31 | Хорватія                     | 19 березня 2008          | Посольство Хорватії в Приштині Посольство Косова в Загребі                                                                  | Країна, непостійний член Ради Безпеки ООН на час проголошення незалежності Країна, кандидат в члени ЄС Країна-член НАТО                              |
| 32 | Болгарія                     | 20 березня 2008          | Посольство Болгарії в Приштині Посольство Косова в Софії                                                                    | Країна-член ЄС Країна-член НАТО |
| 33 | Ліхтенштейн                  | 25 березня 2008          | Інтереси Ліхтенштейну представляє посольство Швейцарії                                                                      | |
| 34 | Південна Корея               | 28 березня 2008          | | |
| 35 | Норвегія                     | 28 березня 2008          | Посольство Норвегії в Приштині                                                                                              | Країна-член НАТО |
| 36 | Маршаллові Острови           | 17 квітня 2008           | | |
| 37 | Буркіна-Фасо                 | 23 квітня 2008           | | Країна, непостійний член Ради Безпеки ООН на час проголошення незалежності Країна-член ОІС                                                           |
| 38 | Литва                        | 6 травня 2008            | Дипломатичні відносини встановлені з 1 вересня 2008                                                                         | Країна-член ЄС Країна-член НАТО |
| 39 | Сан-Марино                   | 11 травня 2008           | | |
| 40 | Чехія                        | 21 травня 2008           | Посольство Чехії в Приштині                                                                                                 | Країна-член ЄС Країна-член НАТО |
| 41 | Ліберія                      | 30 травня 2008           | | |
| 42 | Колумбія                     | 6 серпня 2008            | | |
| 43 | Беліз                        | 7 серпня 2008            | | |
| 44 | Мальта                       | 21 серпня 2008           | | Країна-член ЄС |
| 45 | Самоа                        | 15 вересня 2008          | | |
| 46 | Португалія                   | 7 жовтня 2008            | | Країна-член ЄС Країна-член НАТО |
| 47 | Чорногорія                   | 9 жовтня 2008            | Дипломатичні відносини встановлені з 15 січня 2010                                                                          | |
| 48 | Північна Македонія           | 9 жовтня 2008            | Посольство Македонії в Приштині Посольство Косова в Скоп'є Дипломатичні відносини встановлені з 17 жовтня 2009              | Країна, кандидат в члени ЄС |
| 49 | ОАЕ                          | 14 жовтня 2008           | Дипломатичні відносини встановлені з 27 квітня 2010                                                                         | Країна-член ОІС |
| 50 | Малайзія                     | 31 жовтня 2008           | | Країна-член ОІС |
| 51 | Федеративні Штати Мікронезії | 5 грудня 2008            | | |
| 52 | Панама                       | 16 січня 2009            | | Країна, непостійний член Ради Безпеки ООН на час проголошення незалежності (на час визнання Косова не член РБ)                                       |
| 53 | Мальдіви                     | 19 лютого 2009           | Дипломатичні відносини встановлені з 16 квітня 2009                                                                         | Країна-член ОІС |
| 54 | Палау                        | 5 березня 2009           | Дипломатичні відносини встановлені з 25 березня 2009                                                                        | |
| 55 | Гамбія                       | 7 квітня 2009            | | Країна-член ОІС |
| 56 | Саудівська Аравія            | 20 квітня 2009           | Дипломатичні відносини встановлені з 7 серпня 2009 Представництво Саудівської Аравії, супутниковий офіс посольства у Тирані | Країна-член ОІС |
| 57 | Бахрейн                      | 19 травня 2009           | | Країна-член ОІС |
| 58 | Йорданія                     | 7 липня 2009             | | Країна-член ОІС |
| 59 | Домініканська Республіка     | 10 липня 2009            | | |
| 60 | Нова Зеландія                | 9 листопада 2009         | Дипломатичні відносини встановлені з 9 листопада 2009                                                                       | |
| 61 | Малаві                       | 14 грудня 2009           | | |
| 62 | Мавританія                   | 12 січня 2010            | | Країна-член ОІС |
| 63 | Есватіні                     | 12 квітня 2010           | | |
| 64 | Вануату                      | 28 квітня 2010           | | |
| 65 | Джибуті                      | 8 травня 2010            | | Країна-член ОІС |
| 66 | Сомалі                       | 19 травня 2010           | | Країна-член ОІС |
| 67 | Гондурас                     | 3 вересня 2010           | | |
| 68 | Кірибаті                     | 21 жовтня 2010           | | |
| 69 | Тувалу                       | 18 листопада 2010        | | |
| 70 | Катар                        | 4 січня 2011             | | Країна-член ОІС |
| 71 | Гвінея-Бісау                 | 10 січня 2011            | | Країна-член ОІС |
| 72 | Оман                         | 4 лютого 2011            | | Країна-член ОІС |
| 73 | Андорра                      | 8 червня 2011            | | |
| 74 | Гвінея                       | 12 серпня 2011           | | Країна-член ОІС |
| 75 | Нігер                        | 15 серпня 2011           | | Країна-член ОІС |
| 76 | Бенін                        | 18 серпня 2011           | | Країна-член ОІС |
| 77 | Сент-Люсія                   | 19 серпня 2011           | | |
| 78 | Габон                        | 13 вересня 2011          | | Країна-член ОІС |
| 79 | Кот-д'Івуар                  | 16 вересня 2011          | | Країна-член ОІС |
| 80 | Кувейт                       | 11 жовтня 2011           | | Країна-член ОІС |
| 81 | Гаїті                        | 23 січня 2012            | | |
| 82 | Бруней                       | 23 січня 2012            | | Країна-член ОІС |
| 83 | Чад                          | 1 червня 2012            | | Країна-член ОІС |
| 84 | Східний Тимор                | 20 вересня 2012          | | |
| 85 | Фіджі                        | 19 листопада 2012        | | |
| 86 | Сент-Кіттс і Невіс           | 28 листопада 2012        | | |
| 87 | Пакистан                     | 24 грудня 2012           | | Країна-член ОІС |
| 88 | Гаяна                        | 16 березня 2013          | | Країна-член ОІС |
| 89 | Танзанія                     | 29 травня 2013           | | |
| 90 | Ємен                         | 11 червня 2013           | | Країна-член ОІС |
| 91 | Єгипет                       | 26 червня 2013           | | Країна-член ОІС |
| 92 | Сальвадор                    | 29 червня 2013           | | |
| 93 | Таїланд                      | 24 вересня 2013          | | |
| 94 | Лівія                        | 25 вересня 2013          | | Країна-член ОІС |
| 95 | Антигуа і Барбуда            | 20 травня 2015           | | |
| 96 | Сінгапур                     | 1 грудня 2016            | | |
| 97 | Бангладеш                    | 27 лютого 2017           | | Країна-член ОІС |
| 98 | Барбадос                     | 15 лютого 2018           | | |
| 99 | Ізраїль                      | 4 вересня 2020           | [ 19 ] [ 20 ] [ 21 ] [ 22 ] [ 23 ] [ 24 ] [ 25 ] [ 26 ] [ 27 ]                                                              | |

Примітки
1. ↑  На час визнання член Європейського Союзу, 31 січня 2020 року офіційно вийшла з організації
2. ↑  У листі від 21 листопада 2017 року Міністерство закордонних справ Гвінеї-Бісау поінформувало Косово, що воно відкликало своє визнання[17]. 2 лютого 2018 року МЗС Косово оголосило, що отримало нову вербальну ноту від Гвінеї-Бісау, в якій зазначено про відновлення визнання.[18]

### Країни, які не є членами ООН
| Країна           | Дата проголошення | Дипломатичні взаємини |
| ---------------- | ----------------- | --- |
| Республіка Китай | 18 лютого 2008    | Має офіційні дипломатичні відносини з 23 країнами світу. Косово не встановлює дипломатичних відносин, очікує визнання незалежності з боку Китаю |
| Острови Кука     | 18 травня 2015    | |
| Ніуе             | 23 червня 2015    | |

## Держави, які визнали Республіку Косово, потім відкликали визнання
|    | Країна                           | Період визнання                    |
| -- | -------------------------------- | ---------------------------------- |
| 1  | Суринам                          | 8 липня 2016 — 27 жовтня 2017      |
| 2  | Бурунді                          | 16 жовтня 2012 — 15 лютого 2018    |
| 3  | Папуа Нова Гвінея                | 3 жовтня 2012 — 5 липня 2018       |
| 4  | Лесото                           | 11 лютого 2014 — 16 жовтня 2018    |
| 5  | Коморські Острови                | 14 травня 2009 — 1 листопада 2018  |
| 6  | Домініка                         | 11 грудня 2012 — 2 листопада 2018  |
| 7  | Гренада                          | 25 вересня 2013 — 4 листопада 2018 |
| 8  | Соломонові Острови               | 13 серпня 2014 — 28 листопада 2018 |
| 9  | Мадагаскар                       | 24 листопада 2017 — 7 грудня 2018  |
| 10 | Того                             | 2 липня 2014 — 26 серпня 2019      |
| 11 | Центральноафриканська Республіка | 22 липня 2011 — 24 липня 2019      |
| 12 | Гана                             | 23 січня 2012 — 7 листопада 2019   |
| 13 | Науру                            | 23 квітня 2008 — 22 листопада 2019 |
| 14 | Сьєрра-Леоне                     | 11 червня 2008 — 2 березня 2020    |

Визнання з боку Тонга не підтверджено.

## Держави, які не визнають Республіку Косово

### Країни-члени ООН
|    | Країна                   | Політична позиція | Членство в міжнародних організаціях                                                     |
| -- | ------------------------ | --- | --------------------------------------------------------------------------------------- |
| 1  | Азербайджан              | Виступає проти незалежності Косова. |                                                                                         |
| 2  | Алжир                    | Не визнає державу Косово. Буде розглядати статус Косова після визнання її незалежності Сербією. |                                                                                         |
| 3  | Ангола                   | Висловлена солідарність з урядом Сербії. Виступає за територіальну цілісність країни. |                                                                                         |
| 4  | Аргентина                | Виступає проти незалежності Косова. |                                                                                         |
| 5  | Багамські Острови        | Зайняло позицію вичікування. |                                                                                         |
| 6  | Білорусь                 | Виступає за право нації на самовизначення, але підтримує територіальну цілісність країн. |                                                                                         |
| 7  | Болівія                  | Виступає проти незалежності Косова. |                                                                                         |
| 8  | Боснія і Герцеговина     | На офіційному рівні відхиляє можливість визнання самопроголошеної держави Косово. Разом з цим, форум боснійських мусульман вимагає від уряду визнання країни. Представники Республіки Сербської, однієї з двох складових Боснії і Герцеговини категорично заперечують існування Республіки Косово. | Країна, непостійний член Ради Безпеки ООН (на час проголошення незалежності не член РБ) |
| 9  | Ботсвана                 | Розглядає можливість визнання Косова. |                                                                                         |
| 10 | Бразилія                 | Виступає проти незалежності Косова. | Країна, непостійний член Ради Безпеки ООН (на час проголошення незалежності не член РБ) |
| 11 | Бутан                    | Розглядає можливість визнання Косова, але остаточне рішення не прийняте. |                                                                                         |
| 12 | Венесуела                | Виступає категорично проти незалежності Косова. Звинуватив лідерів Косові в тероризмі. |                                                                                         |
| 13 | Вірменія                 | Можливість майбутнього визнання Косова розглядає лише в контексті дотримання норм міжнародного права. Вірменія також підкреслює важливість права нації на самовизначення і в цьому плані вітає незалежність Косова. Разом з цим, президент країни заявив, що Вірменія не визнає незалежних Абхазії та Південної Осетії.                                                                                              |                                                                                         |
| 14 | В'єтнам                  | Уряд країни проголосив, що самопроголошення держави Косово лише ускладнює безпекову ситуацію в Балканському регіоні | Країна, непостійний член Ради Безпеки ООН на час проголошення незалежності              |
| 15 | Гватемала                | Розглядає можливість визнання Косова, але остаточне рішення не прийняте. |                                                                                         |
| 16 | Греція                   | Виступає категорично проти незалежності Косова. Один з головних противників сецесії. | Країна-член ЄС Країна-член НАТО                                                         |
| 17 | Грузія                   | Президент Грузії Михайло Саакашвілі заявив, що Грузія не визнає і не збирається визнавати Косово в майбутньому. Рішення про проголошення незалежності було квапливим; сербам потрібно більше часу на переговори та досягнення консенсусу з албанцями. |                                                                                         |
| 18 | Еквадор                  | Розглядає можливість визнання Республіки Косово після ретельного вивчення стану справ, та обіцяє зробити це вчасно. |                                                                                         |
| 19 | Екваторіальна Гвінея     | Розглядає можливість визнання Косова, але остаточне рішення не прийняте. |                                                                                         |
| 20 | Еритрея                  | |                                                                                         |
| 21 | Ефіопія                  | Заявила про те, що визнання незалежності Косова потребує додаткового часу і рішення з цього приводу буде прийняте в слушну годину. |                                                                                         |
| 22 | Замбія                   | Розглядає можливість визнання Косова, але остаточне рішення не прийняте. |                                                                                         |
| 23 | Зімбабве                 | |                                                                                         |
| 24 | Індія                    | Виступає категорично проти незалежності Косова. Один з головних противників сецесії |                                                                                         |
| 25 | Індонезія                | Оголосила про свою підтримку норм міжнародного права, та заявила що найближчим часом не буде визнавати Косово державою. | Країна, непостійний член Ради Безпеки ООН на час проголошення незалежності              |
| 26 | Іран                     | Висловив своє здивування самим фактом можливості поділу країни-члена ООН на дві частини та занепокоєння послабленням міжнародних законів. Разом з цим, нагадав, що буде ретельно вивчати випадок з Косовом. |                                                                                         |
| 27 | Ірак                     | Виступає проти незалежності Косова та підтримує територіальну цілісність і суверенітет Сербії. |                                                                                         |
| 28 | Іспанія                  | Іспанія вимагає поважати закони міжнародної спільноти та визнає незаконним визнання незалежності Косова. | Країна-член ЄС Країна-член НАТО                                                         |
| 29 | Кабо-Верде               | Зайняло позицію вичікування. |                                                                                         |
| 30 | Казахстан                | Казахстан не визнає ані Косово, ані Абхазії та Південної Осетії та наполягає на тому, що не буде підтримувати створення нових країн у майбутньому. |                                                                                         |
| 31 | Камбоджа                 | |                                                                                         |
| 32 | Камерун                  | |                                                                                         |
| 33 | Кенія                    | Проголошено про можливе офіційне визнання Косова найближчим часом. |                                                                                         |
| 34 | Кіпр                     | Виступає проти незалежності Косова. Підкреслив, що не визнає Косово, якщо навіть усі країни-члени ЄС визнають її незалежність. | Країна-член ЄС                                                                          |
| 35 | Киргизстан               | Виступає проти незалежності Косова та наголошує про загрозу сепаратизму у світі. |                                                                                         |
| 36 | Північна Корея           | |                                                                                         |
| 37 | КНР                      | Виступає категорично проти незалежності Косова. Один з головних противників сецесії. | Країна, постійний член Ради Безпеки ООН                                                 |
| 38 | Республіка Конго         | |                                                                                         |
| 39 | ДР Конго                 | Виступає проти незалежності Косова. |                                                                                         |
| 40 | Куба                     | Розглядає можливість визнання Косова, але остаточне рішення не прийняте. |                                                                                         |
| 41 | Лаос                     | Виступає проти незалежності Косова. |                                                                                         |
| 42 | Ліван                    | | Країна, непостійний член Ради Безпеки ООН (на час проголошення незалежності не член РБ) |
| 43 | Маврикій                 | |                                                                                         |
| 44 | Малі                     | |                                                                                         |
| 45 | Марокко                  | |                                                                                         |
| 46 | Мексика                  | | Країна, непостійний член Ради Безпеки ООН (на час проголошення незалежності не член РБ) |
| 47 | Мозамбік                 | Розглядає можливість визнання Косова, але остаточне рішення не прийняте. |                                                                                         |
| 48 | Молдова                  | |                                                                                         |
| 49 | Монголія                 | |                                                                                         |
| 50 | М'янма                   | |                                                                                         |
| 51 | Намібія                  | |                                                                                         |
| 52 | Непал                    | |                                                                                         |
| 53 | Нігерія                  | У 2011 році пролунало повідомлення про визнання Косово Федеральним урядом Нігерії22 вересня 2011 спікер нігерійського міністерства іноземних справ повідомив про це. Однак, наступного дня вийшло спростування цієї офіційної заяви міністерства | Країна-член ОІС                                                                         |
| 54 | Нікарагуа                | |                                                                                         |
| 55 | Парагвай                 | |                                                                                         |
| 56 | Південний Судан          | |                                                                                         |
| 57 | ПАР                      | | Країна, непостійний член Ради Безпеки ООН на час проголошення незалежності              |
| 58 | Росія                    | Виступає проти незалежності Косова. Один з головних противників сецесії Косова від Сербії. При цьому РФ використала косовський прецедент як одне із підґрунть окупації Криму | Країна, постійний член Ради Безпеки ООН                                                 |
| 59 | Руанда                   | |                                                                                         |
| 60 | Румунія                  | | Країна-член ЄС Країна-член НАТО                                                         |
| 61 | Сан-Томе і Принсіпі      | У березні 2012 уряд Сан-Томе і Принсіпі прийняв резолюцію про визнання незалежності Косово, проте, у січні 2013 президент країни Мануел Пінту да Кошта анулював рішення, посилаючись на неправомочність такої резолюції через порушення Конституції держави. |                                                                                         |
| 62 | Сент-Вінсент і Гренадини | |                                                                                         |
| 63 | Сейшельські Острови      | |                                                                                         |
| 64 | Сербія                   | |                                                                                         |
| 65 | Сирія                    | |                                                                                         |
| 66 | Словаччина               | Виступає різко проти незалежності Косова. Прем'єр-міністр Словацької Республіки Роберт Фіцо наголошує, що його країна поважає територіальну цілісність Сербії. Спостерігачі стверджують, що у Братиславі остерігаються подібних до косівських тенденцій серед численної угорської громади, яка проживає на півдні Словаччини. Президент Словаччини Андрей Кіска, утім, висловлювався про можливість визнання Косова. | Країна-член ЄС Країна-член НАТО                                                         |
| 67 | Судан                    | |                                                                                         |
| 68 | Таджикистан              | |                                                                                         |
| 69 | Тринідад і Тобаго        | |                                                                                         |
| 70 | Туніс                    | |                                                                                         |
| 71 | Туркменістан             | |                                                                                         |
| 72 | Уганда                   | У лютому 2012 з повідомлення Міністерства іноземних справ Косова стало відомо, що угандійський Президент Йовері Мусевені пообіцяв визнати незалежність Косово. проте, незабаром надійшло офіційне спростування такої інформації |                                                                                         |
| 73 | Узбекистан               | |                                                                                         |
| 74 | Україна                  | Україна не визнає державу Косово, вважає її частиною Сербії. При цьому Україна з 2020-го визнає паспорти, видані в Косові |                                                                                         |
| 75 | Уругвай                  | |                                                                                         |
| 76 | Філіппіни                | |                                                                                         |
| 77 | Чилі                     | |                                                                                         |
| 78 | Шрі-Ланка                | |                                                                                         |
| 79 | Ямайка                   | |                                                                                         |

### Невизнані держави, псевдодержави та держави, які не є членами ООН
|   | Країна             | Політична позиція                                                                                                 | Членство в міжнародних організаціях |
| - | ------------------ | --- | ----------------------------------- |
| 1 | Республіка Абхазія | |                                     |
| 2 | Північний Кіпр     | |                                     |
| 3 | Палестина          | | Країна-спостерігач ООН              |
| 4 | САДР               | |                                     |
| 5 | Південна Осетія    | |                                     |
| 6 | ПМР                | |                                     |
| 7 | Ватикан            | Дотримується принципу поваги суверенітету та територіальної цілісності всіх держав у міжнародно визнаних кордонах | Країна-спостерігач ООН              |

## Міжнародні організації
| Міжнародна організація                         | Позиція |                    |
| + — Визнали Косово                             | + — Визнали Косово | + — Визнали Косово |
| ---------------------------------------------- | --- | ------------------ |
| Ліга арабських держав                          | 13 з 22 країн-членів Ліги Алжир • Бахрейн+ • Коморські Острови • Джибуті+ • Єгипет+ • Ємен+ • Ірак • Йорданія+ • Катар+ • Кувейт+ • Ліван • Лівія+ • Мавританія+ • Марокко • Об'єднані Арабські Емірати+ • Оман+ • Палестина • Саудівська Аравія+ • Сомалі+ • Судан • Сирія • Туніс |                    |
| Карибська співдружність (CARICOM)              | 8 з 15 країн-членів організації Антигуа і Барбуда+ • Багамські Острови • Барбадос+ • Беліз+ • Домініка • Гренада • Гаяна+ • Гаїті+ • Монтсеррат+ • Сент-Кітс і Невіс+ • Сент-Люсія+ • Сент-Вінсент і Гренадини • Тринідад і Тобаго • Ямайка |                    |
| Рада Європи (РЄ)                               | 34 з 46 країн-членів Ради Австрія+ • Азербайджан • Албанія+ • Андорра+ • Бельгія+ • Боснія і Герцеговина • Болгарія+ • Велика Британія+ • Вірменія • Кіпр • Данія+ • Естонія+ • Грузія • Греція • Ісландія+ • Іспанія • Ірландія+ • Італія+ • Латвія+ • Ліхтенштейн+ • Литва+ • Люксембург+ • Північна Македонія+ • Мальта+ • Молдова • Монако+ • Німеччина+ • Нідерланди+ • Норвегія+ • Польща+ • Португалія+ • Румунія • Сан-Марино+ • Сербія • Словаччина • Словенія+ • Туреччина+ • Угорщина+ • Україна • Фінляндія+ • Франція+ • Хорватія+ • Чехія+ • Чорногорія+ • Швеція+ • Швейцарія+ |                    |
| Європейський Союз                              | 22 з 27 країн-членів та 4 з 9 країн-кандидатів Союзу Австрія+ • Бельгія+ • Болгарія+ • Велика Британія+ • Кіпр • Данія+ • Естонія+ • Німеччина+ • Греція • Ірландія+ • Іспанія • Італія+ • Латвія+ • Литва+ • Люксембург+ • Мальта+ • Нідерланди+ • Польща+ • Португалія+ • Румунія • Словаччина • Словенія+ • Угорщина+ • Фінляндія+ • Франція+ • Хорватія+ • Чехія+ • Швеція+ Кандидати: Албанія+ • Боснія і Герцеговина • Грузія • Молдова • Північна Македонія+ • Сербія • Туреччина+ • Україна • Чорногорія+ |                    |
| Міжнародний валютний фонд (МВФ)                | Після проведення таємного голосування, 108 країн-членів МВФ підтримали пропозицію щодо вступу Косова до організації. 29 червня 2009 року Косово стало повноправним членом Міжнародного валютного фонду |                    |
| НАТО                                           | На НАТО покладаються завдання утримання сил безпеки КФОР; організація не визнає Косово як незалежну державу, ґрунтуючись на принципах резолюції ООН 1244, доки Рада Безпеки НАТО не прийме іншого рішення. 28 з 32 країн-членів та 0 з 3 країн-кандидатів НАТО Албанія+ • Бельгія+ • Болгарія+ • Велика Британія+ • Греція • Данія+ • Естонія+ • Іспанія • Ісландія+ • Італія+ • Канада+ • Латвія+ • Литва+ • Люксембург+ • Нідерланди+ • Німеччина+ • Норвегія+ • Польща+ • Португалія+ • Румунія • Словаччина • Словенія+ • США+ • Угорщина+ • Фінляндія+ • Франція+ • Хорватія+ • Чорногорія+ • Чехія+ • Швеція+ • Туреччина+ Кандидати: • Боснія і Герцеговина • Грузія • Україна                   |                    |
| Організація Ісламська Конференція              | 32 з 57 країн-членів організації Азербайджан • Албанія+ • Алжир • Афганістан+ • Бангладеш+ • Бахрейн+ • Бенін+ • Бруней+ • Буркіна-Фасо+ • Габон+ • Гамбія+ • Гаяна+ • Гвінея+ • Гвінея-Бісау+ • Джибуті+ • Єгипет+ • Ємен+ • Індонезія • Ірак • Іран • Йорданія+ • Казахстан • Камерун • Катар+ • Киргизстан • Коморські Острови • Кот-д'Івуар+ • Кувейт+ • Ліван • Лівія+ • Мавританія+ • Малайзія+ • Малі • Мальдіви+ • Марокко • Мозамбік • Нігер+ • Нігерія • Об'єднані Арабські Емірати+ • Оман+ • Палестина • Пакистан+ • Саудівська Аравія+ • Сенегал+ • Сирія • Сомалі+ • Судан • Суринам • Сьєрра-Леоне • Таджикистан • Того • Туніс • Туреччина+ • Туркменістан • Уганда • Узбекистан • Чад+ |                    |
| ОБСЄ                                           | 36 з 57 країн-членів ОБСЄ |                    |
| ООН (UN)                                       | 99 з 193 країн-членів ООН |                    |
| Світовий банк                                  | з 29 липня 2009 Республіка Косово повноправний член Світового Банку. |                    |
| Організація непредставлених націй та народів   | Організація, яка нараховує 69 націй та народностей, котрі намагаються здобути незалежність і визнання, 18 лютого 2008 проголосили: «що незалежність Косова дарує ним нову надію на майбутнє з можливості створення власних держав.» Незабаром, кілька африканських членів організації висловили своє особисте побажання з підтримки незалежності Косова. |                    |
| Міжнародна організація зі стандартизації (ISO) | |                    |
| Всесвітня митна організація (WCO)              | з 3 березня 2017 Республіка Косово повноправний член Всесвітньої митної організації |                    |
| МОК (Міжнародний олімпійський комітет)         | визнав незалежність Косова, проте висловив сумнів в можливості участі країни в Олімпіаді-2008 через неможливість подати заявку за настільки короткий час. |                    |